# Rape Me
Rape Me (engl. für „vergewaltige mich“) ist ein Lied der US-amerikanischen Rockband Nirvana. Es erschien am 6. Dezember 1993 zusammen mit dem Song All Apologies und war die zweite Singleauskopplung aus ihrem dritten Studioalbum In Utero, das im September 1993 veröffentlicht wurde.

## Hintergrund
Kurt Cobain schrieb Rape Me wahrscheinlich um die Zeit, in der Nirvanas zweites Album Nevermind abgemischt wurde, also etwa im Mai 1991. Der Song wurde erstmals am 18. Juni 1991 in Santa Cruz, Kalifornien live aufgeführt. Während der nächsten zwei Jahre spielte Nirvana den Song einige Male auf ihren Konzerten allerdings mit einem Anti-Solo anstelle der später eingeführten Bridge vor dem Finale des Songs.
Rape Me sollte bei den MTV Video Music Awards 1992 erstmals vor einem größeren Publikum aufgeführt werden, was MTV wohl aufgrund des Titels (engl. für „Vergewaltige mich“) ablehnte. Die Verantwortlichen hatten ursprünglich die Aufführung von Smells Like Teen Spirit angesetzt. Schließlich einigte man sich auf die damals aktuelle Single Lithium. Bei dem Auftritt spielte Kurt Cobain allerdings anstatt des Intros von Lithium die ersten Takte von Rape Me, bevor er zu Lithium überging.
Die „In-Utero“-Version wurde schließlich im Februar 1993 von Steve Albini aufgenommen.

## Bedeutung und Kontroverse
Rape Me zog nach der Veröffentlichung von „In Utero“ den Ärger vieler Feministen auf sich. Aber Cobain, selbst Feminist, sagte, es handele sich um einen Anti-Vergewaltigungssong. Er sagte, dass es sich um eine Form von poetischer Gerechtigkeit handelte, bei der ein Vergewaltiger ins Gefängnis kommt, nachdem er eine Frau vergewaltigt hatte, und dort selbst vergewaltigt wird. Basically, I was trying to write a song that supported women and dealt with the issue of rape („Im Grunde habe ich versucht, einen Song zu schreiben, der Frauen unterstützt und mit dem Thema Vergewaltigung umgeht“), sagte Cobain in einem Interview mit der Musikzeitschrift Rolling Stone im Jahr 1993.
Trotzdem musste der Song für die bei Wal-Mart und Kmart verkaufte Version des Albums in Waif Me umbenannt werden. Ursprünglich bevorzugte Cobain den Titel Sexually Assault Me, den er dann aber für zu lang befand. Manchmal wird Rape Me auch als Fortsetzung von Polly angesehen, wobei hier aus der Perspektive eines Vergewaltigers erzählt wird.

## Titelliste der Single
1. A. All Apologies (Cobain) – 3:50
2. A. Rape Me (Cobain) – 2:49
3. B. Moist Vagina (Cobain) – 3:34

In einigen Versionen wird „Moist Vagina“ als „MV“ aufgeführt.

## Kommerzieller Erfolg

### Chartplatzierungen
All Apologies / Rape Me erreichte in verschiedenen Ländern Chartplatzierungen in den Top 100, darunter Platz 32 im Vereinigten Königreich. In Frankreich belegte die Auskopplung Rang 20, in Neuseeland Position 32 und in Belgien Platz 43. In Deutschland konnte sich die Single dagegen nicht in den Charts platzieren.
| ChartsChartplatzierungen     | Höchstplatzierung | Wochen |
| ---------------------------- | ----------------- | ------ |
| Vereinigtes Königreich (OCC) | 32 (5 Wo.)        | 5      |

### Auszeichnungen für Musikverkäufe
Rape Me wurde als Einzeltitel zum Download und Streaming veröffentlicht und konnte so unabhängig von der ursprünglichen A-Seite All Apologies Verkaufsauszeichnungen erzielen.

| Land/Region                  | Auszeichnungen für Musikverkäufe (Land/Region, Auszeichnung, Verkäufe) | Verkäufe  |
| ---------------------------- | ---------------------------------------------------------------------- | --------- |
| Australien (ARIA)            | Gold                                                                   | 35.000    |
| Vereinigte Staaten (RIAA)    | Platin                                                                 | 1.000.000 |
| Vereinigtes Königreich (BPI) | Silber                                                                 | 200.000   |
| Insgesamt                    | 1× Silber · 1× Gold · 1× Platin ·                                      | 1.235.000 |

Hauptartikel: Nirvana (US-amerikanische Band)/Auszeichnungen für Musikverkäufe